# Grosse Pointe Farms
Grosse Pointe Farms is een plaats (city) in de Amerikaanse staat Michigan, en valt bestuurlijk gezien onder Wayne County.

## Demografie
Bij de volkstelling in 2000 werd het aantal inwoners vastgesteld op 9764.
In 2006 is het aantal inwoners door het United States Census Bureau geschat op 9174, een daling van 590 (-6.0%).

## Geografie
Volgens het United States Census Bureau beslaat de plaats een oppervlakte van
31,9 km², waarvan 7,0 km² land en 24,9 km² water.

## Plaatsen in de nabije omgeving
De onderstaande figuur toont nabijgelegen plaatsen in een straal van 4 km rond Grosse Pointe Farms.

## Geboren in Grosse Pointe Farms
- Meg White (10 december 1974), Drummer en zangeres van de White Stripes